# Csehszlovákia az 1976. évi téli olimpiai játékokon
Csehszlovákia az ausztriai Innsbruckban megrendezett 1976. évi téli olimpiai játékok egyik részt vevő nemzete volt. Az országot az olimpián 9 sportágban 58 sportoló képviselte, akik összesen 1 érmet szereztek.

## Érmesek
| Érem  | Versenyző | Sportág   | Versenyszám |
| ----- | --- | --------- | ----------- |
| Ezüst | Nemzeti válogatott Josef Augusta Jiří Bubla Milan Chalupa Jiří Crha Miroslav Dvořák Bohuslav Ebermann Ivan Hlinka Jiří Holeček Jiří Holík Milan Kajkl Oldřich Machač Vladimír Martinec Eduard Novák Jiří Novák Milan Nový František Pospíšil Jaroslav Pouzar Pavol Svitana Bohuslav Šťastný | Jégkorong | Férfi       |

## Alpesisí
Férfi
| Versenyző       | Versenyszám      | 1. futam      | 1. futam      | 2. futam | 2. futam | Összesítés | Összesítés |
| Versenyző       | Versenyszám      | Idő           | Hely.         | Idő      | Hely.    | Idő        | Helyezés   |
| --------------- | ---------------- | ------------- | ------------- | -------- | -------- | ---------- | ---------- |
| Miloslav Sochor | Lesiklás         |               |               |          |          | 1:53,48    | 40.        |
| Miloslav Sochor | Óriás-műlesiklás | 1:47,46       | 13.           | 1:46,07  | 13.      | 3:33,53    | 11.        |
| Miloslav Sochor | Műlesiklás       | 1:03,11       | 15.           | 1:06,50  | 14.      | 2:09,61    | 14.        |
| Bohumír Zeman   | Lesiklás         |               |               |          |          | 1:51,27    | 33.        |
| Bohumír Zeman   | Óriás-műlesiklás | 1:49,10       | 26.           | 1:48,46  | 24.      | 3:37,56    | 23.        |
| Bohumír Zeman   | Műlesiklás       | nem ért célba | nem ért célba | kiesett  | kiesett  | kiesett    | kiesett    |

Női
| Versenyző                 | Versenyszám      | 1. futam | 1. futam | 2. futam      | 2. futam      | Összesítés | Összesítés |
| Versenyző                 | Versenyszám      | Idő      | Hely.    | Idő           | Hely.         | Idő        | Helyezés   |
| ------------------------- | ---------------- | -------- | -------- | ------------- | ------------- | ---------- | ---------- |
| Dagmar Kuzmanová          | Lesiklás         |          |          |               |               | 1:54,84    | 32.        |
| Dagmar Kuzmanová          | Óriás-műlesiklás |          |          |               |               | 1:30,69    | 9.         |
| Dagmar Kuzmanová          | Műlesiklás       | 48,62    | 9.       | 47,08         | 10.           | 1:35,70    | 9.         |
| Jana Šoltýsová-Gantnerová | Lesiklás         |          |          |               |               | 1:55,02    | 33.        |
| Jana Šoltýsová-Gantnerová | Óriás-műlesiklás |          |          |               |               | 1:34,00    | 25.        |
| Jana Šoltýsová-Gantnerová | Műlesiklás       | 51,34    | 22.      | nem ért célba | nem ért célba | kiesett    | kiesett    |

## Biatlon

### 20 km egyéni indításos
A célpont egy külső és egy belső körből állt. A külső körön kívüli találat 2 perc, a külső kör találata 1 perc büntetőidőt jelentett.
| Versenyző      | Eredmény   | Helyezés | Büntetőperc | Végső eredmény | Helyezés |
| -------------- | ---------- | -------- | ----------- | -------------- | -------- |
| Antonín Kříž   | 1:17:11,36 | 27.      | 4           | 1:21:11,36     | 17.      |
| Ladislav Žižka | 1:19:09,03 | 40.      | 4           | 1:23:09,03     | 24.      |
| Josef Malínský | 1:19:09,18 | 41.      | 9           | 1:28:09,18     | 44.      |

### 4 × 7,5 km váltó
A lövéseket követően a lövőhibák számának megfelelő mennyiségű 200 m-es büntetőkört kellett teljesíteni a versenyzőknek.
| Versenyző                                                  | Eredmény   | Lövőhiba | Helyezés |
| ---------------------------------------------------------- | ---------- | -------- | -------- |
| Ladislav Žižka Miroslav Soviš Antonín Kříž Zdeněk Pavlíček | 2:09:06,63 | 4        | 9.       |

## Bob
| Versenyző               | Versenyszám | 1. futam | 1. futam | 2. futam | 2. futam | 3. futam | 3. futam | 4. futam | 4. futam | Összesítés | Összesítés |
| Versenyző               | Versenyszám | Idő      | Hely.    | Idő      | Hely.    | Idő      | Hely.    | Idő      | Hely.    | Idő        | Helyezés   |
| ----------------------- | ----------- | -------- | -------- | -------- | -------- | -------- | -------- | -------- | -------- | ---------- | ---------- |
| Jiří Paulát Václav Sůva | Kettes      | 57,78    | 17.      | 57,74    | 17.      | 57,97    | 20.      | 58,22    | 20.      | 3:51,71    | 17.        |

## Északi összetett
A három ugrás közül a két legjobb pontszámát adták össze. A sífutás végén 1 perces időkülönbség 9 pontnak felelt meg.
| Versenyző       | Normálsánc | Normálsánc | Normálsánc | Normálsánc | Normálsánc | Normálsánc | Normálsánc | Normálsánc | 15 km sífutás | 15 km sífutás | 15 km sífutás | Összesítés | Összesítés |
| Versenyző       | 1. ugrás   | 1. ugrás   | 2. ugrás   | 2. ugrás   | 3. ugrás   | 3. ugrás   | Össz.      | Össz.      | 15 km sífutás | 15 km sífutás | 15 km sífutás | Összesítés | Összesítés |
| Versenyző       | Pont       | Hely.      | Pont       | Hely.      | Pont       | Hely.      | Pont       | Hely.      | Idő           | Pont          | Hely.         | Pont       | Helyezés   |
| --------------- | ---------- | ---------- | ---------- | ---------- | ---------- | ---------- | ---------- | ---------- | ------------- | ------------- | ------------- | ---------- | ---------- |
| Josef Pospíšil  | 95,0       | 14.        | 94,7       | 15.*       | 102,9      | 6.         | 197,9      | 12.        | 50:14,69      | 200,03        | 10.           | 397,93     | 12.        |
| František Zeman | 89,2       | 21.        | 94,7       | 15.*       | 95,2       | 21.        | 189,9      | 21.        | 51:00,17      | 193,21        | 16.           | 383,11     | 15.        |

* - két másik versenyzővel azonos eredménnyel végzett a sorozatban a 15. helyen

## Jégkorong
| Csehszlovák férfi jégkorongcsapat-játékoskeret                                                               | Csehszlovák férfi jégkorongcsapat-játékoskeret                                                | Csehszlovák férfi jégkorongcsapat-játékoskeret                                                      |
| --- | --------------------------------------------------------------------------------------------- | --------------------------------------------------------------------------------------------------- |
| - Josef Augusta - Jiří Bubla - Milan Chalupa - Jiří Crha - Miroslav Dvořák - Bohuslav Ebermann - Ivan Hlinka | - Jiří Holeček - Jiří Holík - Milan Kajkl - Oldřich Machač - Vladimír Martinec - Eduard Novák | - Jiří Novák - Milan Nový - František Pospíšil - Jaroslav Pouzar - Pavol Svitana - Bohuslav Šťastný |

### Eredmények
Selejtező
| 1976. február 2. 17:00 | Csehszlovákia (TCH) | 14 – 1 (3–0, 6–1, 5–0) | Bulgária | Innsbruck, Ausztria |

|  |  |  |  |  |
|  |  |  |  |  |
|  |  |  |  |  |
|  |  |  |  |  |

Döntő csoportkör
| 1976. február 6. 20:00 | Csehszlovákia (TCH) | 2 – 1 (0–1, 1–0, 1–0) | Finnország | Innsbruck, Ausztria |

|  |  |  |  |  |
|  |  |  |  |  |
|  |  |  |  |  |
|  |  |  |  |  |

| 1976. február 8. 20:00 | Csehszlovákia (TCH) | 5 – 0 (1–0, 1–0, 3–0) | Egyesült Államok | Innsbruck, Ausztria |

|  |  |  |  |  |
|  |  |  |  |  |
|  |  |  |  |  |
|  |  |  |  |  |

| 1976. február 10. 16:00 | Lengyelország (POL) | 1 – 7 (1–3, 1–1, 0–3) | Csehszlovákia | Innsbruck, Ausztria |

|  |  |  |  |  |
|  |  |  |  |  |
|  |  |  |  |  |
|  |  |  |  |  |

A mérkőzés végeredménye 1–7 lett, de a csehszlovák játékosok pozitív doppingeredményt produkáltak, ezért a mérkőzést 1–0-s eredménnyel a lengyelek javára írták, de Lengyelország nem kapta meg a győzelemért járó pontokat.
| 1976. február 12. 16:00 | Csehszlovákia (TCH) | 7 – 4 (4–0, 3–2, 0–2) | NSZK | Innsbruck, Ausztria |

|  |  |  |  |  |
|  |  |  |  |  |
|  |  |  |  |  |
|  |  |  |  |  |

| 1976. február 14. 20:00 | Csehszlovákia (TCH) | 3 – 4 (2–0, 0–2, 1–2) | Szovjetunió | Innsbruck, Ausztria |

|  |  |  |  |  |
|  |  |  |  |  |
|  |  |  |  |  |
|  |  |  |  |  |

Végeredmény
| Csapat           | M | Gy | D | V | G+ | G– | Gk  | P  |
| ---------------- | - | -- | - | - | -- | -- | --- | -- |
| Szovjetunió      | 5 | 5  | 0 | 0 | 40 | 11 | +29 | 10 |
| Csehszlovákia    | 5 | 4  | 0 | 1 | 17 | 10 | +7  | 8  |
| NSZK             | 5 | 2  | 0 | 3 | 21 | 24 | –3  | 4  |
| Finnország       | 5 | 2  | 0 | 3 | 19 | 18 | +1  | 4  |
| Egyesült Államok | 5 | 2  | 0 | 3 | 15 | 21 | –6  | 4  |
| Lengyelország    | 5 | 0  | 0 | 5 | 9  | 37 | –28 | 0* |

* - A Csehszlovákia-Lengyelország mérkőzés végeredménye 7–1 lett, de a csehszlovák játékosok pozitív doppingeredményt produkáltak, ezért hivatalosan 0–1 arányban a lengyelek javára írták a mérkőzést. Lengyelország azonban nem kapta meg a győzelemért járó pontokat.
- A bronzéremről az egymás elleni mérkőzéseken elért eredmények, majd a szerzett és kapott gólok átlaga döntött:

Finnország – NSZK 5–3
Egyesült Államok – Finnország 5–4
NSZK – Egyesült Államok 4–1
| Csapat           | M | Gy | D | V | G+ | G– | GA    | P |
| ---------------- | - | -- | - | - | -- | -- | ----- | - |
| NSZK             | 2 | 1  | 0 | 1 | 7  | 6  | 1,166 | 2 |
| Finnország       | 2 | 1  | 0 | 1 | 9  | 8  | 1,125 | 2 |
| Egyesült Államok | 2 | 1  | 0 | 1 | 6  | 8  | 0,750 | 2 |

| Csapat        | Helyezés |
| ------------- | -------- |
| Csehszlovákia |          |

## Műkorcsolya
| Versenyző                      | Versenyszám  | Kötelező elemek   | Kötelező elemek | Rövid program     | Rövid program | Kűr               | Kűr   | Összesítés                     | Összesítés                     | Összesítés                     | Összesítés                     | Összesítés                     | Összesítés                     | Összesítés                     | Összesítés                     | Összesítés                     | Összesítés        | Összesítés        | Összesítés  | Összesítés | Összesítés |
| Versenyző                      | Versenyszám  | Kötelező elemek   | Kötelező elemek | Rövid program     | Rövid program | Kűr               | Kűr   | Helyezési pontszámok bírónként | Helyezési pontszámok bírónként | Helyezési pontszámok bírónként | Helyezési pontszámok bírónként | Helyezési pontszámok bírónként | Helyezési pontszámok bírónként | Helyezési pontszámok bírónként | Helyezési pontszámok bírónként | Helyezési pontszámok bírónként | Több. hely. száma | Több. hely. össz. | Hely. össz. | Pont       | Helyezés   |
| Versenyző                      | Versenyszám  | Több. hely. száma | Hely.           | Több. hely. száma | Hely.         | Több. hely. száma | Hely. | 1                              | 2                              | 3                              | 4                              | 5                              | 6                              | 7                              | 8                              | 9                              | Több. hely. száma | Több. hely. össz. | Hely. össz. | Pont       | Helyezés   |
| ------------------------------ | ------------ | ----------------- | --------------- | ----------------- | ------------- | ----------------- | ----- | ------------------------------ | ------------------------------ | ------------------------------ | ------------------------------ | ------------------------------ | ------------------------------ | ------------------------------ | ------------------------------ | ------------------------------ | ----------------- | ----------------- | ----------- | ---------- | ---------- |
| Zdeněk Pazdírek                | Férfi egyéni | 5×9+              | 8.              | 5×13+             | 13.           | 7×13+             | 12.   | 12,0                           | 12,0                           | 12,0                           | 11,0                           | 11,0                           | 11,0                           | 12,0                           | 12,0                           | 13,0                           | 8×12+             | 93,0              | 106,0       | 171,60     | 12.        |
| Eva Ďurišinová                 | Női egyéni   | 6×19+             | 19.             | 5×17+             | 17.           | 5×18+             | 18.   | 16,0                           | 18,0                           | 17,0                           | 19,0                           | 19,0                           | 16,0                           | 19,0                           | 19,0                           | 19,0                           | 9×19+             | 162,0             | 162,0       | 158,22     | 19.        |
| Ingrid Spiegelová Alan Spiegel | Páros        |                   |                 | 9×14+             | 14.           | 6×11+             | 11.   | 11,0                           | 11,0                           | 11,0                           | 13,0                           | 13,0                           | 13,0                           | 14,0                           | 13,0                           | 13,0                           | 8×13+             | 98,0              | 112,0       | 118,39     | 13.        |

| Versenyző                | Versenyszám | Kötelező táncok   | Kötelező táncok | Eredeti (original) tánc | Eredeti (original) tánc | Kűr               | Kűr   | Összesítés                     | Összesítés                     | Összesítés                     | Összesítés                     | Összesítés                     | Összesítés                     | Összesítés                     | Összesítés                     | Összesítés                     | Összesítés        | Összesítés        | Összesítés  | Összesítés | Összesítés |
| Versenyző                | Versenyszám | Kötelező táncok   | Kötelező táncok | Eredeti (original) tánc | Eredeti (original) tánc | Kűr               | Kűr   | Helyezési pontszámok bírónként | Helyezési pontszámok bírónként | Helyezési pontszámok bírónként | Helyezési pontszámok bírónként | Helyezési pontszámok bírónként | Helyezési pontszámok bírónként | Helyezési pontszámok bírónként | Helyezési pontszámok bírónként | Helyezési pontszámok bírónként | Több. hely. száma | Több. hely. össz. | Hely. össz. | Pont       | Helyezés   |
| Versenyző                | Versenyszám | Több. hely. száma | Hely.           | Több. hely. száma       | Hely.                   | Több. hely. száma | Hely. | 1                              | 2                              | 3                              | 4                              | 5                              | 6                              | 7                              | 8                              | 9                              | Több. hely. száma | Több. hely. össz. | Hely. össz. | Pont       | Helyezés   |
| ------------------------ | ----------- | ----------------- | --------------- | ----------------------- | ----------------------- | ----------------- | ----- | ------------------------------ | ------------------------------ | ------------------------------ | ------------------------------ | ------------------------------ | ------------------------------ | ------------------------------ | ------------------------------ | ------------------------------ | ----------------- | ----------------- | ----------- | ---------- | ---------- |
| Eva Peštová Jiří Pokorný | Jégtánc     | 5×11+             | 11.             | 6×11+                   | 10.                     | 6×10+             | 10.   | 11,0                           | 11,0                           | 10,0                           | 13,0                           | 10,0                           | 11,0                           | 10,0                           | 9,0                            | 11,0                           | 8×11+             | 83,0              | 96,0        | 180,60     | 11.        |

## Sífutás
Férfi
| Versenyző                                              | Versenyszám     | Eredmény   | Helyezés |
| ------------------------------------------------------ | --------------- | ---------- | -------- |
| Jiří Beran                                             | 30 km           | 1:38:39,61 | 45.      |
| Jiří Beran                                             | 50 km           | 2:44:51,80 | 15.      |
| Ján Fajstavr                                           | 15 km           | 47:25,77   | 35.      |
| Ján Fajstavr                                           | 50 km           | 2:45:19,91 | 17.      |
| Stanislav Henych                                       | 15 km           | 48:31,23   | 46.      |
| Stanislav Henych                                       | 50 km           | 2:48:00,27 | 30.      |
| Milan Jarý                                             | 15 km           | 47:50,01   | 39.      |
| Milan Jarý                                             | 30 km           | 1:35:52,55 | 26.      |
| Milan Jarý                                             | 50 km           | 2:44:51,16 | 14.      |
| Ján Michalko                                           | 30 km           | 1:38:40,28 | 46.      |
| František Šimon                                        | 15 km           | 47:24,90   | 34.      |
| František Šimon                                        | 30 km           | 1:38:34,16 | 44.      |
| František Šimon Milan Jarý Jiří Beran Stanislav Henych | 4 × 10 km váltó | 2:12:49,99 | 10.      |

Női
| Versenyző                                                               | Versenyszám    | Eredmény   | Helyezés |
| ----------------------------------------------------------------------- | -------------- | ---------- | -------- |
| Alena Bartošová                                                         | 10 km          | 34:18,73   | 35.      |
| Miroslava Jaškovská                                                     | 5 km           | 17:26,48   | 23.      |
| Anna Pasiárová                                                          | 5 km           | 16:54,98   | 15.      |
| Anna Pasiárová                                                          | 10 km          | 31:44,97   | 13.      |
| Blanka Paulů                                                            | 5 km           | 16:41,65   | 10.      |
| Blanka Paulů                                                            | 10 km          | 32:06,54   | 17.      |
| Gabriela Svobodová-Sekajová                                             | 5 km           | 16:53,22   | 13.      |
| Gabriela Svobodová-Sekajová                                             | 10 km          | 32:28,76   | 19.      |
| Anna Pasiárová Gabriela Svobodová-Sekajová Alena Bartošová Blanka Paulů | 4 × 5 km váltó | 1:11:27,83 | 6.       |

## Síugrás
Férfi
| Versenyző       | Versenyszám | 1. ugrás | 1. ugrás | 2. ugrás | 2. ugrás | Összesítés | Összesítés |
| Versenyző       | Versenyszám | Pont     | Hely.    | Pont     | Hely.    | Pont       | Helyezés   |
| --------------- | ----------- | -------- | -------- | -------- | -------- | ---------- | ---------- |
| Jaroslav Balcar | Normálsánc  | 118,9    | 5.       | 120,7    | 3.       | 239,6      | 4.         |
| Jaroslav Balcar | Nagysánc    | 98,7     | 17.      | 95,9     | 14.      | 194,6      | 14.        |
| Jindřich Balcar | Nagysánc    | 94,7     | 26.      | 83,4     | 31.*     | 178,1      | 27.        |
| Ivo Felix       | Normálsánc  | 105,3    | 30.      | 107,4    | 25.      | 212,7      | 26.        |
| Rudolf Höhnl    | Normálsánc  | 112,6    | 15.**    | 111,4    | 19.      | 224,0      | 16.*       |
| Rudolf Höhnl    | Nagysánc    | 92,7     | 30.      | 82,4     | 34.*     | 175,1      | 34.        |
| Karel Kodejška  | Normálsánc  | 108,4    | 24.      | 114,1    | 13.      | 222,5      | 18.*       |
| Karel Kodejška  | Nagysánc    | 95,2     | 25.      | 80,6     | 37.      | 175,8      | 31.        |

* - egy másik versenyzővel azonos eredményt ért el

** - két másik versenyzővel azonos eredménnyel végzett a sorozatban a 15. helyen

## Szánkó
| Versenyző                    | Versenyszám | 1. futam | 1. futam | 2. futam | 2. futam | 3. futam | 3. futam | 4. futam | 4. futam | Összesítés | Összesítés |
| Versenyző                    | Versenyszám | Idő      | Hely.    | Idő      | Hely.    | Idő      | Hely.    | Idő      | Hely.    | Idő        | Helyezés   |
| ---------------------------- | ----------- | -------- | -------- | -------- | -------- | -------- | -------- | -------- | -------- | ---------- | ---------- |
| Stanislav Ptáčník            | Férfi egyes | 54,450   | 19.      | 53,810   | 16.      | 53,207   | 14.      | 53,371   | 12.      | 3:34,838   | 14.        |
| Jindřich Zeman               | Férfi egyes | 54,377   | 17.      | 53,974   | 20.      | 53,748   | 21.      | 54,068   | 20.      | 3:36,167   | 18.        |
| Vladimír Resl                | Férfi egyes | 54,109   | 15.      | 59,068   | 37.      | 53,418   | 17.      | 53,640   | 16.      | 3:40,235   | 23.        |
| Dana Spálenská-Beldová       | Női egyes   | 43,560   | 9.       | 43,063   | 10.      | 43,178   | 12.      | 43,405   | 11.      | 2:53,206   | 10.        |
| Jindřich Zeman Vladimír Resl | Kettes      | 43,315   | 7.       | 43,511   | 7.       |          |          |          |          | 1:26,826   | 6.         |